# Zhangye
Zhangye (chinês simplificado: 张液) é uma cidade da República Popular da China, localizada na província de Gansu. 